# Francesc Xavier Godó i Llorens
Francesc Xavier Godó i Llorens (català: Francisco Xavier Godó i Llorens‏)  (Cadaqués, 5 de juliol de 1858 - Barcelona, abril 1915) va ser un periodista, autor teatral i advocat català. Va estrenar i publicar més d'una trentena de peces teatrals.

## Obra dramàtica
Obra dramàtica Francesc Xavier.
- 1883. Un marido impertinente, juguete cómico en un acto y en verso. En col·laboració de Frederic Rahola. Estrenat al teatre Principal de Barcelona, el 3 de juny de 1883.
- 1884. ¡Coquetina!, juguete cómico en un acto y en verso. Estrenat al teatre Romea de Barcelona, el 17 de desembre de 1883.
- 1889. La cotillaire. Estrenada al teatre Romea de Barcelona, el 29 de març de 1889.
- 1893. La mare de Déu del Mont, drama català en tres actes i en vers. Estrenat al teatre Romea de Barcelona, el 21 de novembre de 1893.
- 1894. Lo cor y l'ánima, drama en tres actes i en vers. Estrenat al teatre Romea de Barcelona, el 13 d'abril de 1894.[2]
- 1894. Dos companys mal avinguts, joguina en un acte, escrita en vers. En col·laboració de Víctor Rahola. Estrenada al teatre Romea de Barcelona, el 2 d'octubre de 1894.
- 1894. Los celos con pan...son menos, monólogo en verso.
- 1895. Lucrezia Borgia, joguina en un acte i en vers. Estrenada al teatre Romea de Barcelona, l'11 de gener de 1895.
- 1895. La pubilla de Caixàs, drama de costums empordanesos en tres actes i en vers. Estrenada al teatre Novetats de Barcelona, el 14 de març de 1895.
- 1895. Las horcas caudinas, comedia en un acto y en verso. Estrenada al teatre Principal de Barcelona, el 30 de març de 1895.
- 1895. La minyona del rector (La Majordoma), joguina en un acte i en prosa. Estrenada al teatre romea de Barcelona, el 18 de maig de 1895.
- 1895. El túnel, drama en tres actes i en vers. Estrenat al teatre Romea de Barcelona, el 25 d'octubre de 1895.[1]
- 1897. Rin, juguet en un acte i en prosa. Estrenat al teatre Romea de Barcelona, el 19 de gener de 1897.
- 1897. Sacrilegio, monòleg tràgic en vers. Estrenat al teatre Romea, el 13 d'abril de 1897.
- 1897. La cosina de la Lola, comèdia en un acte i en prosa. Estrenada al teatre Romea de Barcelona, el 5 d'octubre de 1897.
- 1899. Una casa de boigs. Estrenada al teatre Romea de Barcelona, el 26 d'abril de 1899.
- 1902. Botifarres dolces. Joguina bilingüe en un acte i en prosa. Estrenada al teatre Romea de Barcelona, el 10 d'octubre de 1902.
- 1905. Els dos crepuscles. Estrenada al teatre Romea de Barcelona, el 3 de maig de 1905.
- 1905. Antony (mestre de ball), joguina en un acte i en prosa. Estrenada al teatre Romea de Barcelona, el 24 de maig de 1905.
- 1906. Fugint del niu comèdia d'embolic en tres actes i en prosa. Estrenada al teatre Romea de Barcelona, el 13 de novembre de 1906. (traducció castellana Huyendo del nido a càrrec de Carlos i Enrique Arroyo. Estrenada a Madrid al Salón Nacional (Teatro Cervantes), el 3 de març de 1909.)
- 1907. Ànimes perdudes, drama en quatre actes. Estrenat al teatre Romea de Barcelona, el 10 de desembre de 1907.[1]
- 1908. Amor i art, diàleg en prosa. Estrenat al teatre Romea de Barcelona, el mes de març de 1908.
- 1908. La clínica de l'embut. Estrenada al teatre Romea de Barcelona, el 22 de desembre de 1908.
- 1911. Saba nova. Estrenada al teatre Principal de Barcelona, l'11 de març de 1911.
- La dona que falta, joguina en un acte i en prosa.
- Maleït telègraf, pas de comèdia en un acte i en prosa.

## Traduccions
Traduccions.
- Las dos Beatrices, obra original d'Anton Giulio Barrili, traducció de F. X. Godó.
- Hijos del cielo, obra original d'Anton Giulio Barrili, traducció de F. X. Godó.
- Rayo de Dios, obra original d'Anton Giulio Barrili, traducció de F. X. Godó.
- Tierra virgen, obra original d'Anton Giulio Barrili; traducció de F. X. Godó.
- El Misterio del poeta, novella original d'Antonio Fogazzaro; versió espanyola de F. X. Godó.
- La reconquista de Mompracem, novella original d'Emilio Salgari, versió espanyola de Francisco Javier Godo
- La estrella de la Araucania, novella original d'Emilio Salgari, versió espanyola de Francisco Javier Godo
- Los piratas de las Bermudas, novella original d'Emilio Salgari, versió espanyola de Francisco Javier Godo
- La ola turbulenta, novella original d'Luigi Motta, versió espanyola de Francisco Javier Godo
- Los devastadores de la Polinesia, d'Luigi Motta, versió espanyola de Francisco Javier Godo